# Прущ (гмина)
Прущ (пол. Pruszcz) — сельская гмина (волость) в Польше, входит как административная единица в Свецкий повет, Куявско-Поморское воеводство. Население — 9272 человека (на 2004 год).

## Сельские округа
1. Багневко
2. Бжезьно
3. Целешин
4. Голушице
5. Грабувко
6. Люшкувко
7. Лашево
8. Ловин
9. Ловинек
10. Малоцехово
11. Мировице
12. Невесцин
13. Парлин
14. Прущ
15. Рудки
16. Сероцк
17. Топольно
18. Валдово
19. Завада
20. Збрахлин

## Соседние гмины
1. Гмина Буковец
2. Гмина Хелмно
3. Гмина Добрч
4. Гмина Короново
5. Гмина Свеце
6. Гмина Свекатово
7. Гмина Унислав